# Елемер Кочиш
Елемер Кочиш (рум. Elemer Kocsis, 26 жовтня 1910, Салонта, Австро-Угорщина — 6 жовтня 1981) — румунський футболіст, що грав на позиції нападника, зокрема, за клуби «Орадя» та «Триколор» (Плоєшті), а також національну збірну Румунії. По завершенні ігрової кар'єри — тренер.

## Клубна кар'єра
У футболі дебютував 1928 року виступами за команду клубу «Орадя», в якій провів дев'ять сезонів. У складі «Ораді» був одним з головних бомбардирів команди.
1937 року перейшов до клубу «Триколор» (Плоєшті), за який відіграв 6 сезонів з перервою, бо почалася війна. Завершив професійну кар'єру футболіста у 1948 році у віці 38 років.

## Виступи за збірну
Був присутній в заявці збірної на чемпіонаті світу 1930 року в Уругваї, але на поле не виходив.
1931 року дебютував в офіційних матчах у складі національної збірної Румунії. Протягом кар'єри у національній команді, яка тривала 3 роки, провів у її формі 12 матчів, забивши 5 голів.

### Матчі в складі збірної
Балканський Кубок 1929—1931 (чемпіони)
1. (1) 10 травня 1931 р. Бухарест. Румунія 5:2 Болгарія
2. (2) 28 червня 1931 р. Загреб. Югославія 2:4 Румунія
3. (7) 29 листопада 1931 р. Афіни. Греція 2:4 Румунія

Балканський кубок 1932
1. (10) 26 червня 1932 р. Белград. Болгарія 2:0 Румунія

Кубок Центральної Європи для аматорів 1931—1934
1. (5) 20 вересня 1931 р. Орадя. Румунія 4:1 Чехословаччина (дубль)
2. (6) 4 жовтня 1931 р. Будапешт. Угорщина 4:0 Румунія
3. (8) 8 травня 1932 р. Бухарест. Румунія 4:1 Австрія (дубль)
4. (11) 16 жовтня 1932 р. Лінц. Австрія 0:1 Румунія
5. (12) 24 вересня 1933 р. Бухарест. Румунія 5:1 Угорщина

Товариські матчі
1. (3) 23 серпня 1931 р. Варшава. Польща 2:3 Румунія (гол)
2. (4) 26 серпня 1931 р. Каунас. Литва 2:4 Румунія
3. (9) 12 червня 1932 р. Бухарест. Румунія 6:3 Франція (заминено на 42 хв.)

## Тренерська кар'єра
У 1953 році став головним тренером «Атлетіка» (Орадя) і посів з клубом останнє місце в чемпіонаті. У першій частині сезону 1955 року керував «Авtнтул» p Регіна і був звільнений від своїх обов'язків, бо клуб посідав останнє місце.
Помер 6 жовтня 1981 року на 71-му році життя.

## Титули і досягнення
- Переможець Балканського Кубка: 1929-31